# Grantham
Grantham é uma localidade de 34.592 (censo 2001) habitantes no condado de Lincolnshire, na Inglaterra, Reino Unido. Está localizada 42 km ao sul da cidade de Lincoln e aproximadamente 39 km a leste de Nottingham.
É a vila natal de Margaret Thatcher, primeira-ministra do Reino Unido de 1979 a 1990, e também o local onde Isaac Newton cursou a escola elementar.

## Ligações externas

Localização de Grantham no Reino Unido.